# Антуан де Тулонжон
Антуан де Тулонжон (фр. Antoine de Toulongeon; 1385 — 29 сентября 1432) — бургундский военачальник, государственный деятель и дипломат.

## Биография
Второй сын Тристана, сеньора де Тулонжона, и Жанны де Шалон, дамы де Монришар. Младший брат Жана III де Тулонжона, губернатора и маршала Бургундии, и старший — Андре де Тулонжона, великого конюшего Франции.
Сеньор де Трав, Монришар и Ла-Басти-сюр-Сердон, советник и камергер герцога Бургундского, бальи Макона, основатель линии де Трав дома де Тулонжон. В 1414 году командовал ротой в армии герцога Бургундского Жана Бесстрашного. В 1417 году вместе с братьями участвовал в бургундском походе на Париж. 9 января 1418 сменил своего брата Жана на посту капитана и хранителя Труа и земель Шампани и Бри, будучи назначен герцогом Бургундским, управлявшим от имени королевы Изабо Баварской.
В 1418—1419 был одним из военачальников, посланных оборонять Руан от англичан. С 1 марта по 29 апреля 1419 вместе с Ренье По исполнял посольскую миссию к королю Англии Генриху V, пребывавшему в Манте.
10 сентября 1419 по поручению герцога рекогносцировал и организовал оборону подходов к мосту в Монтеро, где происходила встреча с дофином Карлом. Не смог спасти своего господина от засады, но прикрыл отступление бургундских вельмож. После прибытия к новому герцогу Бургундии Филиппу Доброму, жаждавшему мести, получил назначение послом к королю Англии для обсуждения совместных действий против партии дофина.
В конце августа 1423, после получения известия о том, что Жан де Тулонжон, недавно одержавший победу в битве при Краване, схвачен французами недалеко от Макона, совет Бургундии поручил Антуану командованием войсками.
После смерти старшего брата грамотой, данной герцогом в Брюгге 12 августа 1427, был назначен его преемником на постах маршала Бургундии и губернатора Бургундии и Шароле. Оборонял бургундские границы от нападений французов.
В январе 1430 года в Брюгге, при учреждении ордена Золотого Руна,  стал одним из 24 его первых рыцарей
С согласия Филиппа Доброго в 1431 году вместе с маршалом Франции Антуаном де Вержи присоединился к войску графа Антуана де Водемона, оспаривавшего у Рене Доброго власть над Лотарингией. 2 июля 1431 сражался против лотарингско-французской армии Арно де Барбазана в битве при Бюльньевиле, где взял в плен Рене Доброго. В этом сражении Антуан де Тулонжон был ранен в лицо.

## Семья
1-я жена: Беатриса де Сен-Шерон, дама де Сен-Шерон и других земель в Шампани
Дети:
- Жан V де Тулонжон, сеньор де Трав. Жена: Клодин де Бламон, дама де Веллесон, дочь Жана де Бламона, сеньора де Веллесон, и Жанны де Вержи
- Антуан де Тулонжон, каноник в Шатийон-сюр-Соне
- Жанна де Тулонжон, дама де Монришар. Муж: Жан II де Грансон, сеньор де Пем

2-я жена: Катрин де Бурбон-Монперру, дама де Клесси (ум. 1439), дочь Гийома де Бурбона, сеньора де Клесси, и Жанны де Бурбон, вдова Луи Дама, сеньора де Дигуан
Дети (по мнению Дюно де Шарнажа и Морери, во втором браке детей не было):
- Клод де Тулонжон (ум. ок. 1504), сеньор де Ла-Басти. Жена (1470): Гийеметта де Вержи, дама де Бурбон-Ланси и Антиньи, дочь Гийома де Вержи, сеньора де Арк-ле-Гре и Отре, и Клод де Латремуй, дамы де Бурбон-Ланси и Антиньи
- Тристан де Тулонжон (ум. 1475), сеньор де Ла-Гранвель и де Сусси, губернатор Осера
- Жорж де Тулонжон
- Катрин де Тулонжон